# کارل ویلهلم زترشتین

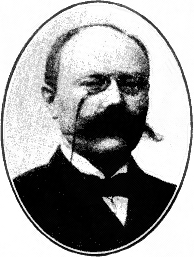
تصویری از زترشتین مربوط به پیش از سال ۱۹۲۶ میلادی

کارل ویلهلم زترشتین (به سوئدی: Karl Vilhelm Zetterstéen) (زادهٔ ۱۸ اوت ۱۸۶۶- مرگ ۱۹۵۳) خاورشناس سوئدی بود.
زترشتین در اورشا در دالارنا زاده‌شد. در ۱۸۸۴ میلادی او به تحصیل در دانشگاه اوپسالا پرداخت و در ۱۸۹۵ در رشتهٔ زبان‌های سامی مدرک دکترا دریافت‌داشت. او میان سال‌های ۱۸۹۵-۱۹۰۴ در دانشگاه لوند استاد زبان‌های شرقی از ۱۹۰۴ تا ۱۹۳۱ نیز در دانشگاه اوپسالا به تدریس زبان‌های سامی پرداخت. او مدتی هم در دانشگاه هومبولت برلین زیر نظر ادوارد زاخائو به تحصیل پرداخت.
زترشتین در واژه‌شناسی زبان عربی چیره‌دست بود. جز آن زبان‌های شرقی دیگر چون فارسی، ترکی استانبولی و زبان نوبی باستان را نیز می‌دانست. شناخته‌شده‌ترین اثر زترشتین، ترجمهٔ قرآن به زبان سوئدی است. همچنین مقاله‌های چندی را نیز در دانشنامهٔ نوردیسک فامیلیه‌بوک نگاشت. از جمله او مقاله‌ای در شرح حال ابوسلمه خلال و دیگران یادکرد.